# Яновице-над-Углавоу
Яновице-над-Углавоу (чеш. Janovice nad Úhlavou), (нем. Janowitz an der Angel) — город на юго-западе Чешской Республики, в районе Клатови Пльзенского края. Расположен на севере края на реке Углава в 8 км юго-западнее административного центра г. Клатови.

## Демография
Население на начало 2019 года составляло 2 270 человек.
| Год                | 1970  | 1980  | 1991  | 2001  | 2003  |
| ------------------ | ----- | ----- | ----- | ----- | ----- |
| Количество жителей | 2 326 | 2 152 | 2 067 | 2 034 | 2 049 |

Источник: Czeski Urząd Statystyczny

## История
Первое письменное упоминание о Яновице-над-Углавоу встречается в 1290 году, хотя поселение здесь существовало ранее. Яновице-над-Углавоу был основан недалеко от брода на реке Углава близ важного сухопутного торгового маршрута, который соединял Баварию и чешские земли. Во второй половине XIII-го века здесь была построена ранняя готическая церковь и замок. В XIV веке было построено городское укрепление с тремя воротами, и поселение получило статус города. Позже принадлежал королю Чехии Иоганну Люксембургскому, который в 1327 году продал его Петру I из Рожмберка.
В 1869 г. основано первое отделение почты. В 1873—1877 гг. была построена железнодорожная линия Пльзень — Клатови — Железна-Руда со станцией в Яновице-над-Углавоу.
С 1939 года — в составе Протектората Богемии и Моравии.

## Достопримечательности
В городе имеется 11 памятников культуры.
- Руины замка
- Церковь Иоанна Крестителя второй половины XIII-го века
- Еврейское кладбище, насчитывающее более 250 надгробий, в том числе самая старая разборчивая надгробная плита датируется 1705 годом и мемориал жертвам Холокоста
- Памятник на могиле погибших на транспорте
- Водяная мельница

Другие исторические объекты:
- Старая ратуша
- Бывший ресторан U Koblerů
- Здание общества «Сокол» .

## Известные уроженцы
- Бейвл, Ярослав (1941—2016) — чешский художник, медальер.